# Floem

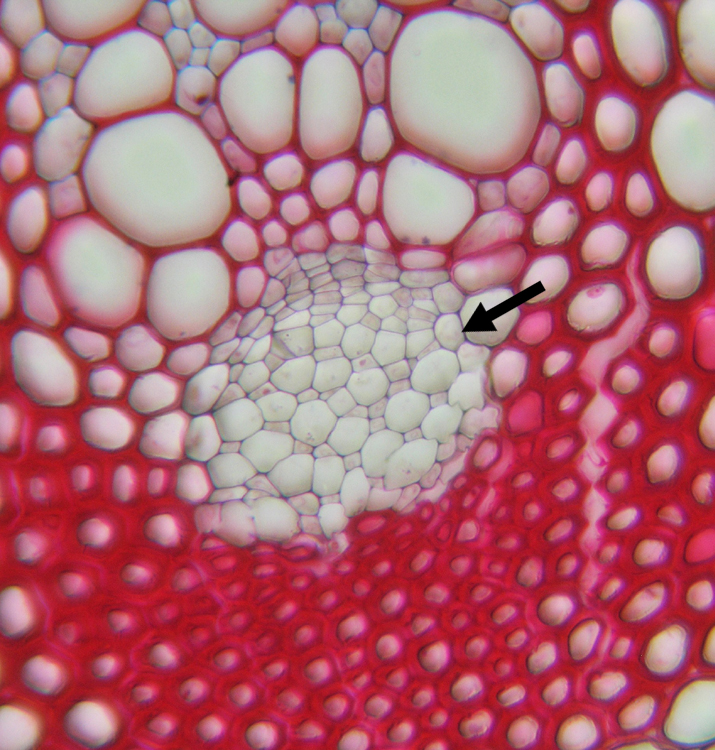
Floemvävnad från en stjälk

Floemet är ett vävnadssystem som ansvarar för transport av socker och andra näringsämnen i kärlväxter, samtidigt som vatten- och mineraltransporten främst sker i xylemet. Floemets transporterade innehåll är lösligt i vatten. På träd finns floemet strax under barken. Ordet "floem" kommer också från det grekiska ordet för bark.

## Struktur
Floemet innehåller flera olika celltyper.
1. I silrörselementen sker själva transporten. Dessa celler är mycket långsmala och saknar flera cellfunktioner, bland annat cellkärna. Silrörselementen är förbundna med varandra i ändarna, så att det bildas långa rör.
2. Följecellerna förser silrörselementen med det som de inte kan producera själva för att dessa är ofullständiga. Man skulle kunna säga att de är hjälparceller. Följecellerna har mer ribosomer och mitokondrier än vanliga växtceller, för att också kunna ta hand om silrörselementets behov. Följecellens cytoplasma är förbunden med silrörselementets cytoplasma genom ett stort antal tunna rör, plasmodesmata.
3. Det finns också parenkymceller i floemet.
4. Vissa växter har dessutom mekaniskt stödjande libriformfibrer i floemet. Dessa är normalt sett döda och ytterst tjockväggiga. Hos en del växter är dessa celler flera cm långa och kan vara mycket starka. De har teknisk användning. Se bast.

## Funktion
Växtens sav flödar i floemets rör. De krafter som ger ett flöde kommer från osmotiskt tryck. Flödet har sin upprinnelse i de delar av växten där socker produceras. Sockret trycks in i floemet av molekylära pumpar i cellernas membran. Den högkoncentrerade lösningen gör att mer vatten strömmar in än som strömmar ut. Detta överskott av vatten trycker iväg vattnet till andra delar av floemet, där koncentrationerna är lägre, så att vatten kan strömma ut till omkringliggande celler. Detta gör att flödet går från sockerproducerande delar till delar som inte producerar socker.   
Floemet transporterar allt som behöver transporteras (utom vatten och mineraler från rötterna upp i plantan, som transporteras av xylemet). Förutom socker transporteras till exempel aminosyror, hormoner och budbärar-RNA.

## Ringbarkning
Om man tar bort all bark i en ring runt en trädstam så avbryts allt flöde i floemet på denna höjd av trädet. Då kan inte någon näring nå ned till rötterna, vilket leder till att trädet dör. Detta kallas för ringbarkning. Detta gäller dock endast träd av ektyp och grantyp - alltså träd med sekundär tillväxt.